# Möpkenbrot
Möpkenbrot又稱Möppkenbrot，是一种用猪肉、谷物、苹果、葡萄干、培根、猪皮（包括猪头肉、猪皮）、猪血以及磨碎的黑麦或面粉制成的熟香肠，源自德国。该食品的制作方式与血肠类似。Möpkenbrot的原材料首先会被揉成团，之后煮熟，接下来再切片，然後再下锅煎。烹饪好的Möpkenbrot看上去就像黑布丁，但含有后者所没有的水果成分，Möpkenbrot因此充满了果香，另外，与黑布丁相比，在制作Möpkenbrot的过程中会加入更多面粉。Möpkenbrot是西發里亞地区的传统菜品，配菜通常是芜菁。东威斯特法伦地区的Möpkenbrot被称作“wöpkenbrot”。